# Jurgis Baltrušaitis (historiador de l'art)
Jurgis Baltrušaitis (Moscou?, 7 de maig de 1903 - París, 25 de gener de 1988) fou un historiador de l'art, d'origen lituà i expressió francesa. Fou fill del poeta simbolista lituà Jurgis Baltrušaitis.

Jurgis Baltrušaitis cresqué en el si d'una família amb una intensa activitat cultural; per exemple, tingué Boris Pasternak (1890-1960) un breu temps com a professor. El 1923 es traslladà a París on prosseguí els seus estudis i hi restaria pràcticament la resta de la seva vida. A París fou deixeble d'Henri Focillon, que l'inspirà per estudiar història de l'art. Feu nombrosos viatges, també a l'Orient Mitjà, Armènia, Geòrgia, etc., per estudiar l'art i l'arquitectura. El 1931 obtingué el títol de doctor a la Sorbona amb una tesi sobre escultura romànica; la seva tesi complementària fou sobre els capitells del claustre de Sant Cugat del Vallès. El mateix any començà a treballar com a attaché cultural a l'ambaixada de Lituània a París. El 1933 obtingué una plaça de professor d'història de l'art a la Universitat Vytautas Magnus de Kaunas i hi restà fins a 1939. Després de la Segona Guerra Mundial impartí classes a nombroses universitats: Nova York, Yale, al Metropolitan Museum of Art i als Països Baixos el 1952-1953.
Després de la invasió russa de Lituània Baltrušaitis feu d'ambaixador del seu país en l'exili.
En els seus estudis sobre la història de l'art medieval tractà de la possible influència de l'art de l'Orient Mitjà sobre l'art romànic i també feu estudis sobre els éssers fantàstics en l'art medieval.
Des de 1945 fou membre corresponent de la Secció Històrico-Arqueològica de l'Institut d'Estudis Catalans. Arran de la seva tesi complementària, havia entrat en contacte amb Puig i Cadafalch

## Publicacions
- La stylistique ornementale dans la sculpture romane, París, Leroux, 1931
- Formations, déformations. La stylistique ornamentale dans la sculpture romane, París, Flammarion, 1985 [reedició de la tesi doctoral]
- Les chapiteaux de Sant Cugat del Vallès, París, Leroux, 1931 [tesi complementària de doctorat]
- Études sur l'art médiéval en Arménie et en Georgie, París, Leroux, 1929
- Art sumérien, art roman, París, Leroux, 1934, reedició 1989
- L'église cloisonnée en Orient et en Occident, Bruges 1941
- La troisième sculpture romane, 1958
- Le Moyen Âge fantastique. Antiquités et exotisme dans l'art gothique, París, Flammarion, 1955
- Réveils et prodiges. Le gothique fantastique, París, Flammarion 1960
- Anamorphoses ou Perspective curieuses, París, Perrin, 1955
- Le Miroir. Essai sur une légende scientifique. Révélations, science-fiction et fallacies, París, Elmayan, 1978